# Eudorella hispida
Eudorella hispida is een zeekommasoort uit de familie van de Leuconidae. De wetenschappelijke naam van de soort is voor het eerst geldig gepubliceerd in 1871 door Sars.